# Rapala zulkarna
Rapala zulkarna är en fjärilsart som beskrevs av Adalbert Seitz 1926. Rapala zulkarna ingår i släktet Rapala och familjen juvelvingar. Inga underarter finns listade.